# ألكسندر ألكسندروفيتش سكفورتسوف
ألكسندر ألكسندروفيتش سكفورتسوف (بالروسية: Скворцов, Александр Александрович)‏ (و. 1966 – م) هو رائد فضاء، وطيار من روسيا . ولد في شتشايولكوفو. تولى منصب قائد بعثة محطة الفضاء الدولية، البعثة 24 (1 يونيو 2010–1 سبتمبر 2010) .

## ريادة الفضاء
شارك في المهمات الفضائية:
- Soyuz TMA-18
- Soyuz TMA-12M
- البعثة 39
- البعثة 24
- البعثة 23
- البعثة 40.

## التعليم
تعلم في Military Academy of Air and Space Defense

## جوائز
حصل على جوائز منها:
- بطل الاتحاد الروسي (وسام).